# 宮城県道211号上鹿折停車場線
宮城県道211号上鹿折停車場線（みやぎけんどう211ごう かみししおりていしゃじょうせん）は、宮城県気仙沼市のJR大船渡線上鹿折駅（2011年の東日本大震災により運休後、鉄道路線と鉄道駅としては廃止）と宮城県道34号気仙沼陸前高田線とを結ぶ一般県道である。

## 路線概要
- 実延長：114.5 m
- 起点：上鹿折駅
- 終点：宮城県気仙沼市上鹿折

## 通過する自治体
- 宮城県
  - 気仙沼市

## 接続する道路
- 宮城県道・岩手県道34号気仙沼陸前高田線 - 大船渡線BRT・ミヤコーバス鹿折線の「上鹿折駅前」停留所は当道路との交差点付近にある。